# Oxythyrea
Oxythyrea là một chi bọ cánh cứng trong phân họ Cetoniinae.

## Các loài
Chi này gồm các loài:
- Oxythyrea abigail
- Oxythyrea albopicta
- Oxythyrea cinctella
- Oxythyrea dulcis
- Oxythyrea funesta
- Oxythyrea muelleri
- Oxythyrea noemi

Một vài loài thường được xếp vào chi có quan hệ gần gũi với nó là Leucocelis.

## Hình ảnh

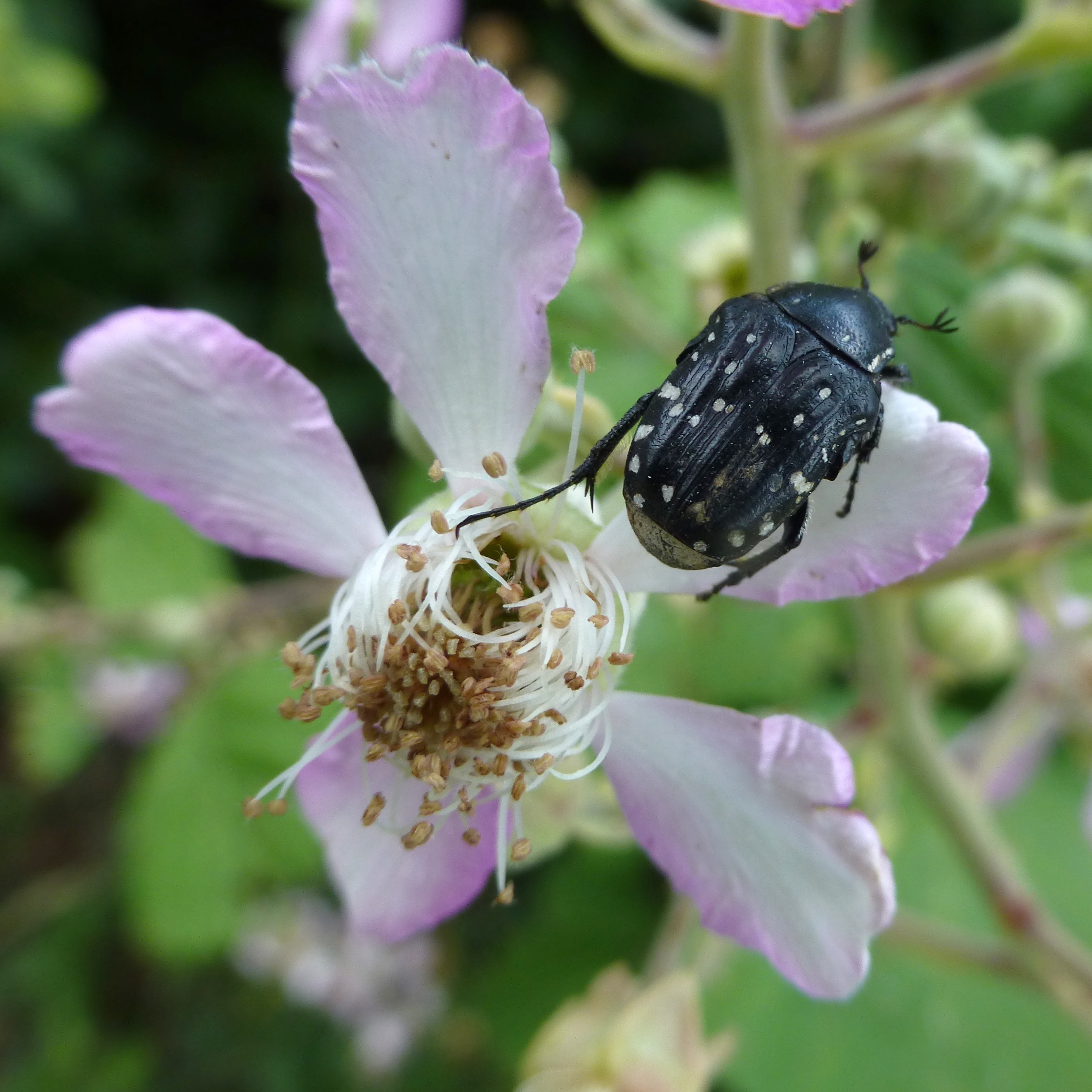
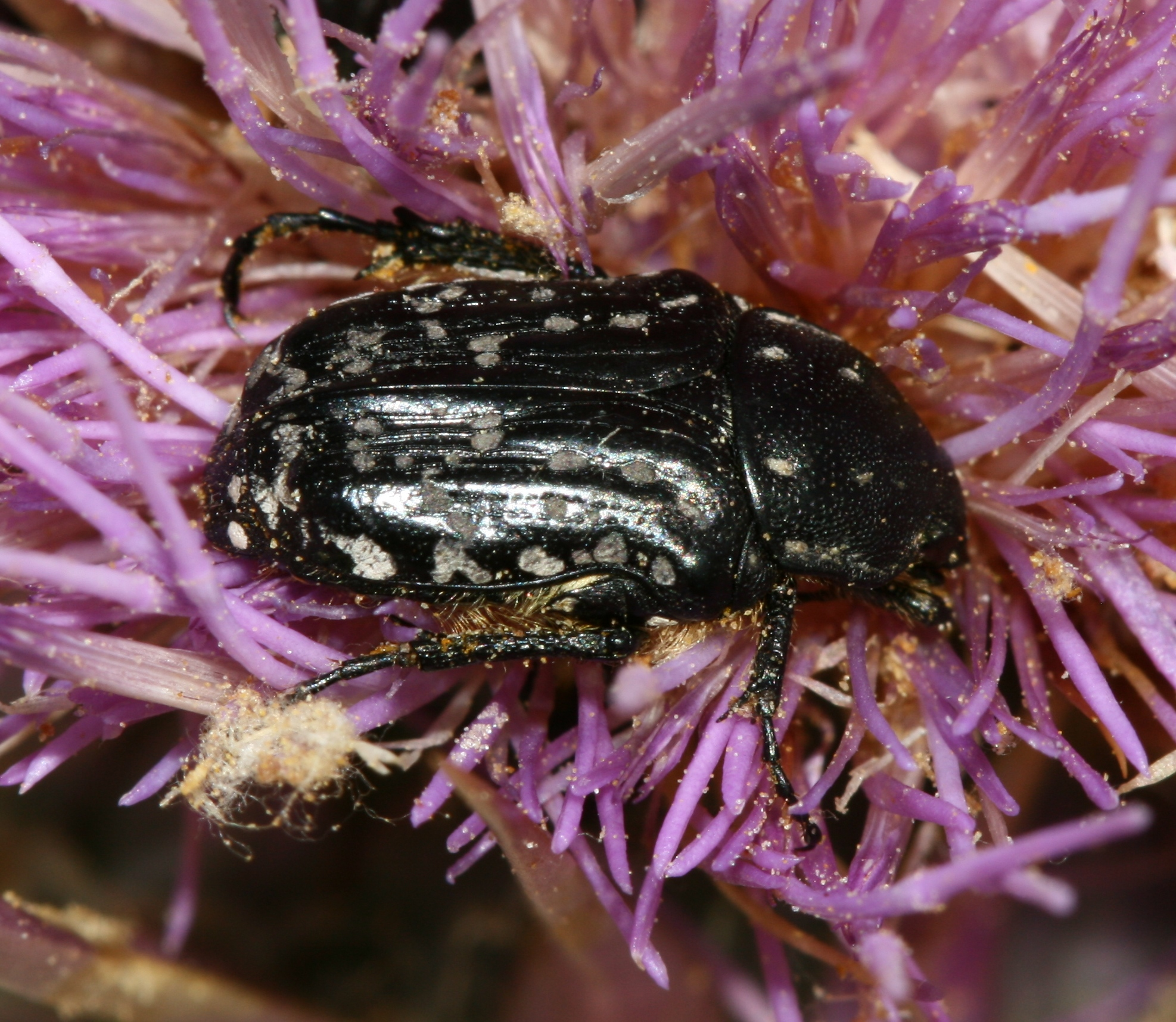